# Arizona Colt
Pour plus de détails, voir Fiche technique et Distribution.
Arizona Colt (titre original : Il pistolero di Arizona) est un film italo-français de Michele Lupo sorti en 1966.

## Synopsis
Dans l'Ouest américain, une bande de malfrats libèrent des prisonniers. Gordo, le chef de la bande, leur laisse le choix : Où ils se joignent à lui; où ils périssent dans le désert. Parmi les détenus, Arizona Colt qui refuse l'association et devient ainsi l'ennemi juré de Gordo. Colt se rend dans la ville de Blackstone City dont Gordo projette d'y forcer le coffre de la banque. Sur place, un de ses hommes tue Dolores, une fille du Saloon. Arizona propose donc ses services aux habitants en échange d'une prime de 5000 $ et de Jane, la sœur de Dolores.

## Fiche technique
- Titre original : Il pistolero di Arizona
- Réalisation : Michele Lupo
- Scénario : Lewis E. Ciannelli (version anglaise), Ernesto Gastaldi, Luciano Martino et Michele Lupo (non crédité)
- Directeur de la photographie : Guglielmo Mancori
- Montage : Antonietta Zita
- Musique : Francesco De Masi
- Costumes : Walter Patriarca
- Production : Elio Scardamaglia
- Genre : Western
- Pays de production :  Italie,  France
- Durée : 118 minutes
- Dates de sortie :
  - Italie : 27 août 1966
  - France : 10 octobre 1967

## Distribution
- Giuliano Gemma (VF : Michel Le Royer) : Arizona Colt
- Fernando Sancho (VF : Claude Bertrand) : Torrez Gordon Watch
- Corinne Marchand (VF : Elle-même) : Jane
- Giovanni Pazzafini (VF : Jean-Louis Maury) : Clay
- Andrea Bosic (VF : Jean-Henri Chambois) : Pedro
- Roberto Camardiel (VF : Roger Carel) : Whiskey (Double Whisky en VF)
- Mirko Ellis (VF : Bernard Woringer) : le shérif
- Gérard Lartigau (VF : Lui-même) : John
- Rosalba Neri : Dolores
- Pietro Tordi (VF : André Valmy) : le prêtre
- José Manuel Martin : homme de main de Gordon Watch
- Gianni Solaro (VF : Yves Brainville) : le banquier
- José Orjas (VF : Paul Villé) : le prisonnier à lunettes
- Eugenio Galadini (VF : Jean Berton) : le maître du relais de poste
- John Bartha (VF : Pierre Marteville) : le soldat confédéré jouant aux cartes
- Fulvio Mingozzi (VF : Jacques Torrens) : le joueur de poker au saloon
- Tom Felleghy : Will, le joueur moustachu
- José Terron : l'homme de main roux de Gordon Watch